# 1139
| 1139               |
| ------------------ |
| Dødsfald - Fødsler |
|                    |

| Gregoriansk kalender | 1139 MCXXXIX            |
| Ab urbe condita      | 1892                    |
| Armensk kalender     | 588 ԹՎ ՇՁԸ              |
| Kinesiske kalender   | 3835 – 3836 戊午 – 己未 |
| Etiopisk kalender    | 1131 – 1132             |
| Jødisk kalender      | 4899 – 4900             |
| Hindukalendere       |                         |
| - Vikram Samvat      | 1194 – 1195             |
| - Shaka Samvat       | 1061 – 1062             |
| - Kali Yuga          | 4240 – 4241             |
| Iransk kalender      | 517 – 518               |
| Islamisk kalender    | 533 – 534               |

Konge i Danmark: Erik 3. Lam 1137-1146
Se også 1139 (tal)

## Begivenheder
- 25. juni - var en særlig og helt unik dag, da den både er en kvadratdag og en kubikdag: 3375² = 2253 = 11390625
- 8. august - Første omtale af Bispedømmet Færøerne i Kirkjubøur forekommer, da Biskop Orm i et brev betegner sig Faroensis episcopus.

## Dødsfald
- 18. oktober - Rike, biskop i Slesvig og Roskilde Stift
- 20. oktober - Henrik den Stolte, hertug af Bayern og Sachsen
- 12. november - Magnus den Blinde, konge af Norge
- Sigurd Slembe, norsk tronprætendent